# Quốc hội Việt Nam khóa XI
Quốc hội Việt Nam khóa XI (nhiệm kỳ 2002-2007) có 498 đại biểu, được bầu vào ngày 19 tháng 5 năm 2002. Kỳ họp đầu tiên của quốc hội đã được diễn ra từ ngày 19 tháng 7 đến ngày 12 tháng 8 năm 2002.

## Kết quả bầu cử
Cuộc bầu cử cho kỳ họp Quốc hội Việt Nam khóa XI đã được thực hiện vào ngày 19 tháng 5 năm 2002 với 99,73% cử tri bỏ phiếu (khoảng 49.768.515 người). Tỉ lệ này cao hơn cuộc bầu cử đại biểu Quốc hội khóa trước đó với tổng số 498 đại biểu được bầu.
Cơ cấu thành phần của Quốc hội:
- Trong lĩnh vực doanh nghiệp: 5,02%
- Nông dân: 1,20%
- Trong các lực lượng vũ trang: 11,04%
- Công nhân: 0,40%
- Đại biểu tự ứng cử: 0,04%
- Đại biểu chuyên trách: 23,69%
- Đảng viên: 89,75%
- Ngoài Đảng: 10,25%
- Dân tộc thiểu số: 17,26%
- Phụ nữ: 27,30%
- Tôn giáo: 1,40%

## Tổng kết các kỳ họp Quốc hội khóa XI
Kỳ họp đầu tiên của Quốc hội khóa XI được diễn ra tại Hà Nội từ ngày 19 tháng 7 đến ngày 12 tháng 8 năm 2002 và bầu cử:
- Chủ tịch nước: Trần Đức Lương.
- Phó Chủ tịch nước: Trương Mỹ Hoa.
- Ủy ban Thường vụ Quốc hội gồm 13 thành viên.
- Chủ tịch Quốc hội: Nguyễn Văn An (Nguyễn Phú Trọng được Quốc hội bầu từ ngày 26 tháng 6 năm 2006 tại Kỳ họp thứ 9 Quốc hội khóa XI).
- Thủ tướng Chính phủ: Phan Văn Khải.
- Chánh án Tòa án nhân dân tối cao: Nguyễn Văn Hiện.
- Viện trưởng Viện Kiểm sát nhân dân tối cao: Hà Mạnh Trí.
- Hội đồng Dân tộc và các Uỷ ban của Quốc hội: Uỷ ban Pháp luật; Uỷ ban Kinh tế và Ngân sách; Uỷ ban Quốc phòng và An ninh; Uỷ ban Văn hoá, Giáo dục Thanh niên, Thiếu niên và Nhi đồng; Uỷ ban Các vấn đề xã hội; Uỷ ban Khoa học, Công nghệ và Môi trường; Uỷ ban Ðối ngoại.
- Ðoàn Thư ký kỳ họp Quốc hội gồm 11 người; Trưởng đoàn thư ký: Bùi Ngọc Thanh.

Ngày 17 tháng 3 năm 2003, Uỷ ban thường vụ Quốc hội đã ra Nghị quyết thành lập 3 cơ quan chuyên môn là Ban Công tác lập pháp, Ban Công tác đại biểu và Ban Dân nguyện trực thuộc Uỷ ban thường vụ Quốc hội.
Tại kỳ họp thứ 11, kỳ họp cuối cùng của Quốc hội khóa XI (từ ngày 20 tháng 3 đến ngày 2 tháng 4 năm 2007), Quốc hội đã xem xét, thảo luận và thông qua Luật sửa đổi, bổ sung một số điều của Luật tổ chức Quốc hội nhằm tạo điều kiện để Quốc hội khóa XII tiếp tục đổi mới về tổ chức, nâng cao chất lượng và hiệu quả hoạt động. Theo đó, Quốc hội đã nhất trí về việc thành lập mới Uỷ ban pháp luật và Uỷ ban tư pháp của Quốc hội trên cơ sở Uỷ ban pháp luật; thành lập mới Uỷ ban kinh tế và Uỷ ban tài chính của Quốc hội trên cơ sở Uỷ ban kinh tế và ngân sách hiện nay.
Trong suốt nhiệm kỳ của Quốc hội khóa XI đã ban hành và sửa đổi 84 bộ luật và 34 pháp lệnh.

## Các hiệp định, hiệp ước, công ước quốc tế đã phê chuẩn
- Nghị quyết số 28/2004/QH11 về việc phê chuẩn "Hiệp định giữa nước CHXHCN Việt Nam và nước Cộng hoà nhân dân Trung Hoa về phân định lãnh hải, vùng đặc quyền kinh tế và thềm lục địa của hai nước trong vịnh Bắc Bộ". Ngày ban hành: 24/06/2004.[4]

- Nghị quyết số 71/2006/NQ-QH11 phê chuẩn Nghị định thư gia nhập Hiệp định thành lập Tổ chức Thương mại thế giới (WTO) của nước Cộng hoà xã hội chủ nghĩa Việt Nam. Ngày ban hành: 29/11/2006.[5]

- Nghị quyết số 52/2005/QH11 về việc phê chuẩn “Hiệp ước giữa nước Cộng hoà xã hội chủ nghĩa Việt Nam và Vương quốc Campuchia bổ sung Hiệp ước hoạch định biên giới quốc gia năm 1985” (thông qua ngày 29/11/2005).[6]